# El Arenal, San Luis Potosí
El Arenal är en ort i Mexiko.   Den ligger i kommunen Santo Domingo och delstaten San Luis Potosí, i den centrala delen av landet, 500 km nordväst om huvudstaden Mexico City. El Arenal ligger 1 955 meter över havet och antalet invånare är 238.
Terrängen runt El Arenal är en högslätt, och sluttar österut. Runt El Arenal är det mycket glesbefolkat, med 2 invånare per kvadratkilometer. Närmaste större samhälle är Villa de Cos, 12,5 km väster om El Arenal. Omgivningarna runt El Arenal är i huvudsak ett öppet busklandskap.